# Casa Acciaiuoli
La Casa Acciaiuoli era uno dei palazzi della famiglia Acciaiuoli a Firenze, situato in Borgo Santi Apostoli 10 angolo chiasso Cornino 1r.

## Storia e descrizione
Si tratta di una casa quattrocentesca già degli Acciaiuoli (di proprietà della famiglia fino all'estinzione), confinante con un palazzo dei Bonciani posto sulla cantonata di via delle Terme, "che serba tuttora i resti della sua robusta e severa costruzione". La ricca famiglia di banchieri aveva in questa zona della città il suo quartier generale, come dimostra l'attigua palazzo Acciaiuoli e la torre degli Acciaiuoli. Il più importante edificio della famiglia oggi non esiste più: era situato sul lato opposto della strada ed aveva una bella facciata sul lungarno, ma venne spazzato via dalle mine tedesche dell'agosto 1944, che sventrarono gli accessi al ponte Vecchio.
La Casa Acciaiuoli ha una facciata tipicamente cinquecentesca, con elementi in pietra che risaltano sullo sfondo dell'intonaco chiaro. "Fin dai primissimi anni del XVI secolo gli Acciaiuoli avevano realizzato il loro nuovo palazzo in borgo (attuale numero civico 10), secondo quei castigati dettami ancora tardo quattrocenteschi (due ordini di finestre centinate, con bozze piatte, come attorno al portale; eleganti cornici marcadavanzale; finestrelle rettangolari al mezzanino). La fronte rivolta verso il chiasso Cornino conserva invece alcuni dei precedenti sporti". 
Il fronte principale si sviluppa per tre piani su cinque assi. Al piano terra si apre un portale ad arco in posizione decentrata, incorniciato da bugne disposte a raggiera, affiancato da aperture più tarde che oggi consentono l'accesso ad edifici commerciali. Oltre le finestre del mezzanino, anch'esse profilate in pietra è una fila di cinque finestre con cornici simili a quella del portone, unite da una fascia marcadavanzale, parzialmente tamponate per un ridimensionamento delle aperture. All'ultimo piano le finestre, sempre su fascia marcadavanzale, si presentano prive della cornice a rilievo e di forma rettangolare